# Axioma de Cantor-Dedekind
Em lógica matemática, a frase axioma de Cantor-Dedekind tem sido usado para descrever a tese de que os números reais são ordenados isomorficamente ao contínuo linear da geometria. Em outras palavras, o axioma indica que existe uma correspondência um a um entre os números reais e os pontos de uma linha.
Este axioma é a "pedra angular" da geometria analítica. O sistema de coordenadas cartesianas desenvolvido por René Descartes explicitamente assume este axioma por misturar os conceitos distintos de sistema de números reais com a reta ou plano geométricos em uma metáfora conceptual. Isto é algumas vezes referido como a combinação reta dos números reais:
Uma consequência deste axioma é que Alfred Tarski's demonstrou que a decidibilidade do corpo real ordenado poderia ser vista como um algoritmo para resolver qualquer problema em geometria euclidiana.